# Districte de Darjeeling
El districte de Darjeeling (bengalí দার্জিলিং জেলা) és una divisió administrativa de Bengala Occidental, el districte més al nord de l'estat. Geogràficament està dividit en dos regions: la muntanya, que forma el Consell Muntanyès Autònom dels Gurkhes de Darjeeling (Darjeeling Gorkha Autonomous Hill Council) amb les subdivisions de Darjeeling Sadar, Kurseong i Kalimpong; i la plana, que forma la subdivisió de Siliguri coneguda com a Terai.

## Superfície i població
La superfície és de 3.149 km² i la població (2001) d'1.605.900 habitants. La capital és Darjeeling. La població és de majoria gurkha; altres pobles són els lepcha o rongpa, els khampas (procedents del Tibet), els newars (emigrants nepalesos) i els sherpes.

## Economia
L'economia està basada principalment en el cultiu de l'apreciat te de Darjeeling.

## Geografia
Els rius principals del districte són el Tista, Gran Rangit, Mechi, Balason, Mahananda, Lish, Gish, Chel, Ramman, Murti i Jaldhaka.

## Administració
Administrativament el districte està format per quatre subdivisions, cadascuna amb diversos blocks de desenvolupament: 
- Darjeeling Sadar
  - Darjeeling Pulbazar
  - Rangli Rangliot
  - Jorebunglow Sukiapokhri
- Kalimpong
  - Kalimpong I
  - Kalimpong II
  - Gorubathan
- Karseong 
  - Mirik
  - Kurseong
- Siliguri
  - Matigara
  - Naxalbari
  - Phansidewa
  - Kharibari

Cada subdivisió inclou una municipalitat (Siliguri una corporació municipal) i els blocks estan subdividits en àrees rurals (gram panchayats).

## Història
El nom de Darjeeling deriva de les paraules tibetanes dorje (tró) i ling (terra), és a dir la "Terra del tró". Formava part dels dominis del rei de Sikkim però des de 1780 els gurkhes de Nepal van fer diversos intents de capturar la regió i vers el 1801 van assolar Sikkim arribant fins al riu Teesta i van annexionar Terai. La guerra anglonepalesa de 1814 va resultar en la derrota dels gurkhes i el tractat de Sugauli de 1815, pel qual Nepal cedia als britànics tots els territoris que els gurkhes havien annexionat de Sikkim. La Companyia Britànica de les Índies Orientals els va retornar a Sikkim el 1817 (tractat de Titalia); aquestos territoris anaven entre el riu Mechi i el Teesta.
Va passar als britànics l'1 de febrer de 1835 per cessió de Sikkim a canvi d'un subsidi anual, formant un enclavament de 360 km² rodejat de territori del raja, conegut com a Sikkim Britànic. El 1841 es va fixar el subsidi en 3000 rúpies l'any incrementats a 6000 rúpies el 1842 i més tard a 12.000. El 1850 després d'un conflicte amb el raja els britànics van annexionar la plana (la moderna divisió de Siliguri, 1683 km²). El 1860 els britànics van ocupar Rinchingpong i l'1 de febrer de 1861 els coronels Gowler i Ashley Eden van avançar cap a Darjeeling i van arribar a la capital de Sikkim, Tumlong; el govern va fugir i el raja va abdicar en favor del seu fill; el 28 de març de 1861 Ashley Eden va signar un tractat amb el nou raja que va garantir la possessió i la llibertat de comerç de Darjeeling i va permetre la construcció d'una carretera entre Darjeeling i Teesta. El novembre de 1864, en la guerra contra Bhutan, el tractat de Sinchula va cedir als britànics els Duars de Bhutan amb els passos entre les muntanyes de Darjeeling i Kalimpong. El districte en els seus límits finals es va organitzar el 1866, amb la incorporació de 1258 km² a l'est del Tista (abans de Bhutan) que va formar la thana de Kalimpong; així el districte va quedar amb 3196 km² (així consta a l'estadística de 1881 però el 1901 consta amb 3.014 km²). La població era:
- 94.996 el 1872
- 155.645 el 1881
- 223.314 el 1891
- 249.117 el 1901

El 1901 estava format per dues subdivisions (Darjeeling i Kurseong) amb capital a Darjeeling.
El te es va introduir el 1870. Vers 1980 va començar la lluita armada dels gurkhes (Front d'Alliberament Nacional Gurkha, GNLF) dirigits per Subash Gishing, per un estat propi, i finalment el 10 de juliol de 1988 el GNLF va acceptar la formació d'un Consell autònom i el 22 d'agost de 1988 es va signar l'acord de pau establint un territori autònom. Les escasses competències de l'autonomia han portat a partir del 2000 a la revifalla del moviment separatista amb sorgiment d'altres grups com el Gorkha Janmukti Morcha.